# 卡斯特罗希梅诺
卡斯特罗希梅诺，是西班牙卡斯蒂利亚-莱昂塞戈维亚省的一个市镇。 总面积18平方公里，总人口42人（2001年），人口密度2人/平方公里。